# Provincia di Ardabil
La provincia di Ardabil (in persiano اردبیل‎; nota anche come: Ardebil; nell'antichità: Artavil) è una delle trentuno province (ostān) dell'Iran. Situata nella parte nord-occidentale del paese affacciata sul Mar Caspio, confina con l'Azerbaigian e con le province dell'Azerbaigian Orientale, di Zanjan e Gilan.
Il capoluogo è la città di Ardabil, la provincia era parte dell'Azerbaigian Orientale ma fu scorporata e resa autonoma 1993.
Ardabil è sede del santuario e della tomba dello sceicco Safī al-Dīn, eponimo della dinastia Safavide.

## Geografia fisica
La provincia di Ardabil confina con l'Azerbaigian, per un lungo tratto (159 km) il confine è costituito dai fiumi Araz e Balha. A est le montagne di Talesh la separano dalla provincia di Gilan, a ovest confina con la provincia dell'Azerbaigian Orientale.
Gran parte del territorio è montuoso e ricoperto di foreste e pascoli, oltre alla catena delle montagne di Talesh situate a oriente vi sono altre formazioni montuose, le più note sono le montagne Savalan (o Sabalan) situate a ovest della città di Ardabil. La catena è di origine vulcanica e sul picco principale, il Sultan Savalan (4.811 m s.l.m.) si trova un suggestivo lago all'interno di un antico cratere vulcanico.
La provincia è molto frequentata per via del suo clima relativamente fresco nei mesi estivi, la temperatura estiva non supera infatti i 35 °C. La stagione invernale è invece molto rigida con temperature che raggiungono i -25 °C.
Le principali città della provincia sono Ardabil, Bileh Savar, Germi, Khalkhal, Namin, Meshgin Shahr, Parsabad e Sar'eyn.

## Geografia antropica

### Suddivisioni amministrative
La provincia è suddivisa in 10 shahrestān:
- Shahrestān di Ardabil
- Shahrestān di Bileh Savar
- Shahrestān di Germi
- Shahrestān di Khalkhal
- Shahrestān di Kovsar
- Shahrestān di Meshgin Shahr
- Shahrestān di Namin
- Shahrestān di Nir
- Shahrestān di Parsabad
- Shahrestān di Sar'eyn

## Economia e turismo
Nel territorio si trovano numerose sorgenti d'acqua calda che hanno trasformato alcuni minuscoli villaggi in note località turistiche e di cura, in particolare la città di Sareayin è molto frequentata per le cure termali.

### Tappeti di Ardabil
La località è famosa per la produzione di tappeti, già fiorente nel XVI secolo e anzi il pezzo che assunse per primo la denominazione di tappeto di Ardabil o Ardebil, fu un esemplare richiesto dallo scià Isma'il I, nel 1505, ed a realizzarlo fu un artista proveniente dalla Persia; venne terminato nel 1540 e con i suoi sessantun metri quadrati e una densità di oltre cinquemila nodi al decimetro quadrato, finì per decorare la moschea locale.
Inutile dire che la qualità del tappeto Ardabil è molto alta e le sue caratteristiche principali sono i temi vegetali che circondano il medaglione, la presenza di una nube stilizzata che evidenzia una influenza cinese, e le dimensioni piuttosto vaste del prodotto.